# Parafia św. Michała Archanioła w Miłoradzu
Parafia św. Michała Archanioła w Miłoradzu – parafia rzymskokatolicka w diecezji elbląskiej, wchodząca w skład dekanatu Malbork II. Erygowana w XIV wieku. Do parafii należy miejscowość Miłoradz. Tereny te znajdują się w gminie Miłoradz, w powiecie malborskim, w województwie pomorskim.
Kościół w Miłoradzu został wybudowany w stylu gotyckim w 1321 roku. Posiada 1 nawę, beczkowy, drewniany strop, 3 ołtarze oraz ambony z XVII i XVIII wieku. W XIX wieku wykonano polichromię wnętrza. Po pożarze w XIX wieku kościół utracił drewnianą wieżę, którą zastąpiła drewniana dzwonnica stojąca obok.

## Proboszczowie i administratorzy parafii w XX wieku
- 1901 – ks. Bernard Richert
- 1901–1939 – ks. Franciszek Hohmann
- 1939–1943 – ks. Paweł Preuss (administrator)
- 1943–1945 – ks. Bernard Jax
- w latach 1945–1982 parafia była administrowana przez księży z Mątowów Wielkich
- 1946–1967 – ks. szambelan Józef Boduch (administrator)
- 1967–1975 – ks. Gerard Maternicki (administrator)
- 1975–1976 – ks. Romuald Jancen (administrator)
- 1976–1980 – ks. Andrzej Tretyn (administrator)
- 1980–1981 – ks. Jan Kozaczka (administrator)
- 1982–1987 – ks. Eugeniusz Stelmach
- 1987–1994 – ks. Edward Słowik
- 1994–2007 – ks. Andrzej Starczewski
- 2007–2016 – ks. dr Sławomir Małkowski
- 2016–2022 – ks. Sylwester Ziemann
- od 2022 – ks. Karol Józefowicz